# Sarbski

Sarbski

Sarbske (Sarbske, Sarpski, Szarpski, Zarpske, Zarbski, Zerbitken, Pies morski, błędnie Zerbliken) – kaszubski herb szlachecki.

## Opis herbu
Opis z wykorzystaniem zasad blazonowania, zaproponowanych przez Alfreda Znamierowskiego:
W polu błękitnym pół psa morskiego (foki) czarnego, wynurzającego się z fal srebrnych, trzymającego trójliść zielony w pysku, pod trzema gwiazdami złotymi w pas. Klejnot: Nad hełmem bez korony trzy lilie naturalne na łodygach ulistnionych. Labry: błękitne, podbite srebrem.

## Najwcześniejsze wzmianki
Herb pojawił się po raz pierwszy na mapie Pomorza Lubinusa z 1618. Herb ten przytaczały też prace Ledebura (Adelslexikon der preussichen Monrachie von...), Wincklera (Die nationalitaten Pomerellens), Ostrowskiego (Księga herbowa rodów polskich), Żernicki (Adelslexikon der preussichen Monarchie von), a także Nowy Siebmacher.

## Rodzina Sarbskich
Rodzina wywodząca się z Sarbska w ziemi lęborskiej. Najwcześniej (rok 1423) wzmiankowanymi posesorami w Sarbsku byli bracia Sarbscy. Kolejne wzmianki pochodzą z lat 1493, 1575, 1601, 1605, 1608 (Peter i Jurgen Zarpsske), 1618, 1621 i dotyczą potwierdzeń lenna na Sarbsk. Sarbscy zobowiązani byli dostarczać jednego konnego na potrzeby wojenne księcia pomorskiego (1523). W roku 1656 Piotr Sarbski usiłował poddać Puck Szwedom. Sarbscy: Peter Paul Hanss i Jurgen składali w 1658 hołd elektorowi brandenburskiemu. Do znanych przedstawicieli rodu należeli: Bernard Jerzy Sarbski, ławnik sądowy lęborski (1684–97) i kilkukrotny poseł na sejmy elekcyjne, miał trzech synów: Jana Piotra, dworzanina królewskiego w 1715 oraz Franciszka Jerzego i Tomasza Władysława, wojskowych w służbie polskiej. Sarbscy oprócz gniazda mieli jeszcze w różnych okresach działy w miejscowościach: Pogorszewo, Salinko, Łebunia, Słajszewo i Starbienino. Sarbscy służyli w armii pruskiej: Georg Wilhelm, Frantz Thomas, Johann Ferdinand w stopniu porucznika, Carl Wilhelm, porucznik artylerii, syn Frantza Thomasa. Carl, zmarły w 1839, miał być ostatnim męskim przedstawicielem rodu.

## Herbowni
Sarbski (Sarpske, Sarpski, Serbski, Szarpski, Zarbske, Zarbski, Zarpsske, Zerpskie, Zerpsky, Zerpsske, Zerptiken, Zerptzke, błędnie Zerbliken).